# Lyle Taylor
Lyle Taylor, född 29 mars 1990 i London, är en engelsk-montserratiansk professionell fotbollsspelare med påbrå från Montserrat som spelar för Colchester United.
Han har tidigare bland annat spelat för Bournemouth, Falkirk, Sheffield United, Scunthorpe, AFC Wimbledon och Charlton Athletic. På internationell nivå representerar han Montserrats landslag.

## Karriär
Den 15 augusti 2020 värvades Taylor av Nottingham Forest. Den 27 januari 2022 lånades han ut till Birmingham City på ett låneavtal över resten av säsongen 2021/2022.
Den 16 november 2023 skrev Taylor på ett korttidskontrakt med Wycombe Wanderers. Den 12 januari 2024 skrev han på ett halvårskontrakt med Cambridge United. Den 2 juli 2024 skrev Taylor på ett ettårskontrakt med Colchester United.